# Nasty (The Prodigy)
Nasty è un singolo del gruppo musicale britannico The Prodigy, pubblicato il 13 gennaio 2015 come primo estratto dal sesto album in studio The Day Is My Enemy.

## Video musicale
Il videoclip, diretto da Oliver Jones e pubblicato il 12 gennaio 2015 attraverso il canale YouTube del gruppo, mostra una volpe in fuga da alcuni cacciatori intenti ad eliminarla. Non appena i cacciatori si trovano davanti la volpe, quest'ultima li ipnotizza e li porta all'interno di una foresta, nel quale essi si trasformano in volpi.

## Tracce
CD promozionale (Regno Unito)
1. Nasty (Edit) – 3:26

Download digitale
1. Nasty – 4:03

Download digitale – Remixes
1. Nasty – 4:03
2. Nasty (Zinc Remix) – 4:11
3. Nasty (Spor Remix) – 5:09
4. Nasty (Onen Remix) – 3:57

## Formazione
Gruppo
- Liam Howlett – sintetizzatore, programmazione
- Maxim – voce
- Keef Flint – voce

Altri musicisti
- Brother Culture – voce aggiuntiva
- Tim Hutton – cori

Produzione
- Liam Howlett, Neil McLellan – produzione, missaggio
- John Davis – mastering

## Classifiche
| Classifica (2015) | Posizione massima |
| ----------------- | ----------------- |
| Regno Unito       | 98                |